# Парадорн Сричапан
Парадорн Сричапан (на английски: Paradorn Srichaphan) е тайландски тенисист.

## Биография
Парадорн Сричапан е роден на 14 юни 1979 г. в Банкок, Тайланд. Започва да играе тенис на 6-годишна възраст с баща си. Баща му е банкер, но напуска работата си, за да го тренира.

## Кариера
Парадорн Сричапан е първият тенисист от Азия, който е класиран в топ 10 в света на сингъл за мъже от Асоциацията на професионалистите по тенис (ATP), достига до номер 9 в света. Известен е със своята учтивост на корта. На всеки мач той изпълнява wai (традиционен тайландски поздрав), като сключва ръце и се покланя към четирите ъгъла на стадиона. Жестът се възприема като благодарност към феновете и се превръща в негова запазена марка. Успехът му в тениса довежда до скок в популярността на играта в Тайланд.

## Кариерна статистика

### ATP финали (5 титли; 11 финала)
|        | П–З | Година | Турнир                   | Клас         | Настилка   | Опонент           | Резултат                |
| ------ | --- | ------ | ------------------------ | ------------ | ---------- | ----------------- | ----------------------- |
| Загуба | 0–1 | 2002   | Махаращра Оупън          | Международни | Твърда     | Гилермо Каняс     | 4–6, 6–7(2–7)           |
| Загуба | 0–2 | 2002   | Вашингтон Оупън          | Межд. Голд   | Твърда     | Джеймс Блейк      | 6–1, 6–7(5–7), 4–6      |
| Победа | 1–2 | 2002   | Кънектикът Оупън         | Международни | Твърда     | Хуан Игнасио Чела | 5–7, 6–2, 6–2           |
| Победа | 2–2 | 2002   | Стокхолм Оупън           | Международни | Твърда (з) | Марсело Риос      | 6–7(2–7), 6–0, 6–3, 6–2 |
| Победа | 3–2 | 2003   | Махаращра Оупън          | Международни | Твърда     | Карол Кучера      | 6–3, 6–1                |
| Загуба | 3–3 | 2003   | Индианаполис Чемпиъншипс | Международни | Твърда     | Анди Родик        | 6–7(2–7), 4–6           |
| Победа | 4–3 | 2003   | Кънектикът Оупън         | Международни | Твърда     | Джеймс Блейк      | 6–2, 6–4                |
| Загуба | 4–4 | 2004   | Махаращра Оупън          | Международни | Твърда     | Карлос Моя        | 4–6, 6–3, 6–7(5–7)      |
| Победа | 5–4 | 2004   | Нотингам Оупън           | Международни | Трева      | Томас Йохансон    | 1–6, 7–6(7–4), 6–3      |
| Загуба | 5–5 | 2005   | Махаращра Оупън          | Международни | Твърда     | Карлос Моя        | 6–3, 4–6, 6–7(5–7)      |
| Загуба | 5–6 | 2005   | Стокхолм Оупън           | Международни | Твърда (з) | Джеймс Блейк      | 1–6, 6–7(6–8)           |